# Фроловка (Челябинская область)
Фроловка — деревня в Красноармейском районе Челябинской области России. Входит в состав Берёзовского сельского поселения.

## География
Деревня находится на северо-востоке Челябинской области, в лесостепной зоне, к юго-западу от болота Мундугул, на расстоянии 17 километров (по прямой) к югу от села Миасского, административного центра района. Абсолютная высота 186 метров над уровнем моря.

## Население
| 2002 | 2010 |
| ---- | ---- |
| 399  | ↗424 |

Гендерный состав
По данным Всероссийской переписи населения 2010 года в гендерной структуре населения мужчины составляли 44,3 %, женщины — 55,7 %.
Национальный состав
Согласно результатам переписи 2002 года, в национальной структуре населения русские составляли 87 %.

## Улицы
Уличная сеть деревни состоит из девяти улиц и двух переулков.